# I Szunam
I Szunam (hangul: 이수남, handzsa: 李秀男, RR: Lee Soo-nam; Szöul, 1927. február 2. – 1984. január 8.) dél-koreai labdarúgócsatár, játékvezető.